# Jacco van Renesse
Jacco van Renesse, pseudoniem van Jacobus Haringman (Noordwelle, 24 oktober 1936 - Enkhuizen, 19 mei 2008) was een Nederlands acteur en zanger.
Jacco van Renesse ging in 1957 naar de toneelschool, waar hij slechts een paar maanden gestudeerd had toen hij zijn professionele debuut maakte bij het Nieuw Nederlands Toneelgezelschap. Hij nam zangles bij Coby Riemersma, was te zien bij verschillende toneelgezelschappen en maakte in de jaren zestig deel uit van het ensemble van Wim Kan en Corry Vonk, waar hij naam maakte als duo met Jenny Arean, met wie hij ook in diverse, door de NCRV voor de televisie opgenomen musicals optrad. Eind jaren zestig vertolkte hij de rol van Rogier in de populaire jeugdserie Floris.
Het grootste deel van zijn carrière was hij verbonden aan de Hoofdstad Operette, waar hij jarenlang de buffo-rollen voor zijn rekening nam.
Bovendien presenteerde hij voor de AVRO-radio geruime tijd het programma "Jacco's keus" met muziek uit opera, operette en musical.
In 1995 speelde hij de rol van Zsa Zsa in de musical La Cage Aux Folles. In 1998 nam hij afscheid van het toneel.
- International Standard Name Identifier: 0000 0003 9662 6026
- MusicBrainz: dff5dd5a-2cf4-47bd-b85e-6da4bbb6e9e9
- Nederlandse Thesaurus van Auteursnamen: 189117168
- Virtual International Authority File: 291567345
- WorldCat: E39PBJxxk3c7GcQ4JPfyYCPvpP